# Julie Benz
Julie Marie Benz (Pittsburgh, Pensilvania, 1 de mayo de 1972) es una actriz estadounidense. Conocida por sus papeles en las series de televisión Buffy the Vampire Slayer, Ángel (1997–2004) y en Dexter interpretando a Rita Bennett, (2006–2010), por el cual ganó el premio Satellite Award en 2006 y el Saturn Award en 2009 a la mejor actriz secundaria.
Estuvo casada con el actor y doblador John Kassir desde mayo de 1998 a diciembre de 2007, con quien participó en el doblaje del videojuego  Halo 2. En 2012 se casó con el productor Rich Orosco, con quien tenía una relación de cuatro años.

## Biografía
Julie Mary Benz a la edad de dos años se traslada con su familia de su natal Pittsburgh a la pequeña ciudad de Murrysville, donde pasará el resto de su infancia y adolescencia. De su madre heredó la afición al patinaje sobre hielo, participando en 1988 en el Campeonato Nacional de patinaje artístico. Una lesión le impidió continuar en este deporte. Y así la jovencísima Julie emprendió la carrera de actriz, empezando a actuar en los teatros de su ciudad.

### Carrera

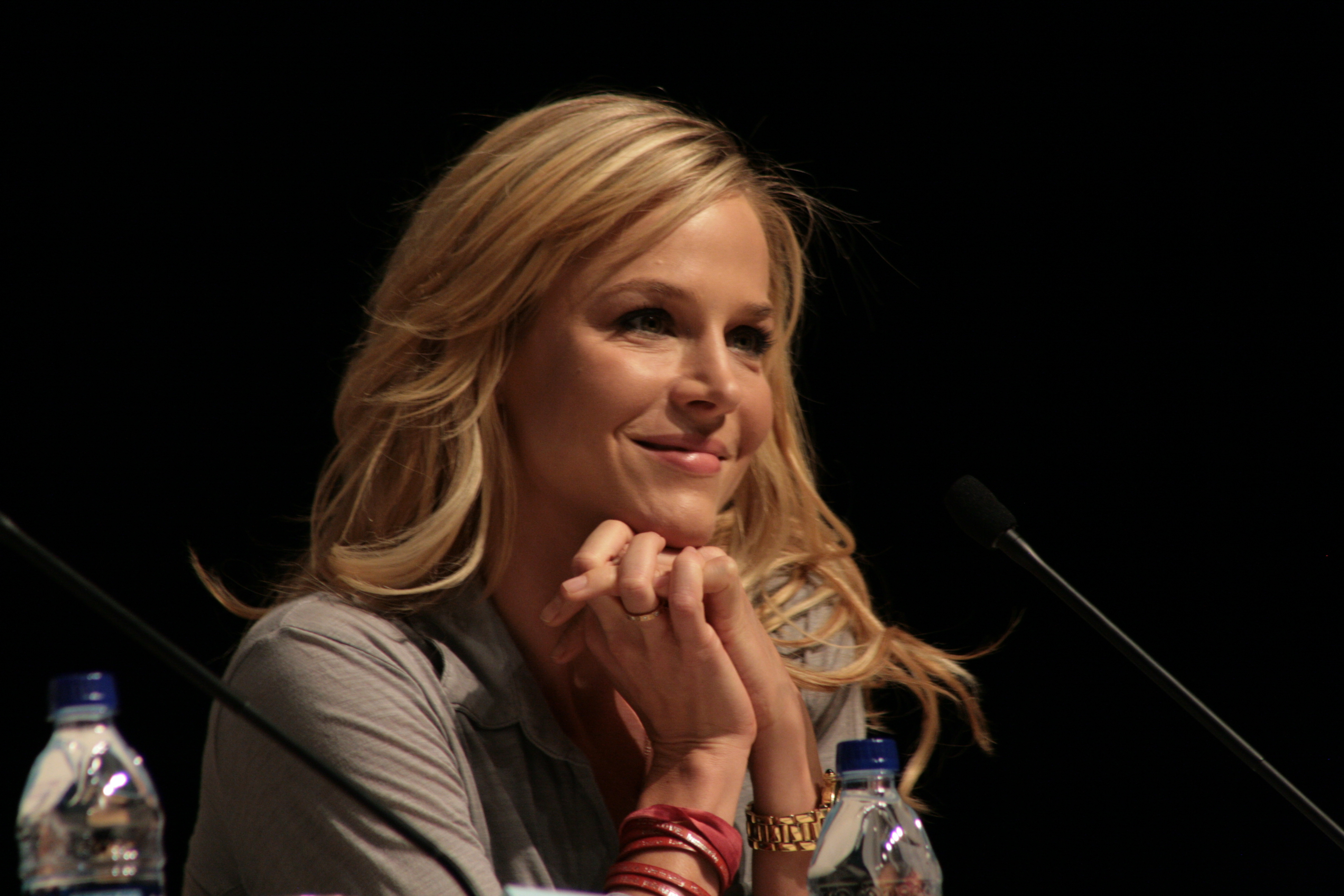
Benz en 2009.

Cuando tenía 15 años una profesora de actuación le dijo que nunca tendría éxito como actriz. Según Benz:  "recuerdo que la profesora me dijo que no debería siquiera probar a salir a unas tablas, todavía tengo grabadas sus palabras en la memoria "nunca llegarás a ser actriz, tu voz es horrible". Aquello fue lo mejor que podía sucederme porque pensé "Ya verás cómo sí llego".
En 1989 obtuvo un papel en la obra Street Law en el teatro de Murrysville. Su primera película fue un pequeño papel, en The Black Cat, una película de terror dirigida Dario Argento y George A. Romero, Two Evil Eyes (1990). Un año después obtuvo un papel en una serie de  televisión, Hi Honey, I'm Home (1991), que fue cancelada después de dos temporadas.
Después de acabar sus estudios en la Escuela Secundaria Regional Franklin en 1990, Julie entró en la Universidad de Nueva York para estudiar arte dramático. Después de su graduación en 1993 se trasladó a Los Ángeles para continuar con su carrera e interpretó algunos pequeños papeles en películas y programas de televisión, incluyendo una breve aparición en un episodio de Married with children en 1994. Participó en dos episodios pilotos que no se estrenaron: Cross Town Traffic, de Aaron Spelling  y Empire en 1995. Hizo varios cameos en programas de televisión como Paso a paso y Diagnosis Murder. También tuvo un pequeño papel en la película de televisión The Barefoot Executive. Más tarde participaría en otros filmes de este tipo como Hearts Adrift, protagonizando uno de ellos: Darkdrive. Apareció en la película Black sheep, de forma no acreditada, en el año 1996.
En 1996, Julie fue a una audición para el papel de Buffy en la serie Buffy, la cazavampiros, que finalmente consiguió Sarah Michelle Gellar. Sin embargo, le ofrecieron un pequeño papel, que al final se alargaría unos cuantos capítulos, interpretando a Darla. Con esta interpretación, su carrera finalmente despegó. Protagonizó algunas teleseries como The Big Easy y Fame L.A. Cabe destacar su pequeño pero memorable papel como recepcionista en la película Mejor... imposible, en 1997. Pero su verdadero salto a la fama fue en el corto parodia Eating Las Vegas, la película para televisión A Walton Easter y un pequeño papel en Inventing the Abbotts.
En 1998 tuvo un papel fijo en el programa de televisión Ask Harriet, pero este fue cancelado y con él tres de sus cinco apariciones. También apareció en dos películas: en la popular comedia oscura Jawbreaker, como  Marcie Fox, y en Dirt Merchant que se estrenó el 19 de septiembre de 1999. Más tarde protagonizó otro programa de televisión llamado Payne como Breeze O'Rourke, cancelado después de una temporada (se emitieron 8 de los 9 episodios que lo componían). Apareció varias veces en la serie Roswell, y protagonizó la película para televisión Satan's School for Girls. También tuvo un papel importante en la película parodia Shriek If You Know What I Did Last Friday the Thirteenth, como Barbara.
En el año 2000, Benz retomó su papel como Darla para la spin-off de Buffy, Ángel, actuando en al menos un episodio de cada temporada. Tuvo un divertido papel en la comedia romántica película The Brothers en la que fue la única actriz blanca que aparece entre los protagonistas. Hizo una audición para el papel de Ellie Sparks en Glory Days y apareció en el piloto no emitido, sin embargo abandonó la serie. Apareció como invitada en She Spies y participó en la miniserie Taken como Kate Keys. Hizo varios doblajes para el videojuego Hot Shots Golf Fore!. Actuó en el cortometraje The Midget Stays in the picture y asumió el papel de Úrsula para George de la Jungla 2. 
Apareció en las series Peacemakers, Coupling, NCIS y Oliver Beene y consiguió el papel principal de Annie Garrett en la película de televisión Hallmark The Long Shot. Benz también dio voz a Miranda Keyes en el videojuego Halo 2, aunque no volvió a interpretar este papel en la secuela, Halo 3. Desempeñó el papel principal de Danielle en Bad Girls From Valley Hills que fue lanzada en DVD en 2005. Tenía un pequeño papel en la película de televisión aclamada por la crítica Lackawanna Blues. También apareció en las películas Locusts: The 8th Plague y 8mm 2.
Tras esto, Julie ha sido estrella invitada de series como Supernatural, CSI: Miami, Ley y Orden y CSI. Obtuvo un papel secundario en una película independiente sueca Kill Your Darlings, un papel de protagonista en la película de Lifetime Circle of Friends (Círculo de amigos) y se unió al elenco principal de Dexter como Rita Bennett.
En 2008 obtuvo un papel principal en Saw V como Brit, participó en Punisher: War Zone y coprotagonizó la cuarta parte de Rambo junto con Sylvester Stallone.
En 2010 interpretó a Robin Gallagher, en Desperate Housewives (Mujeres Desesperadas) durante varios episodios de la sexta temporada, una ex-estríper que revoluciona Wisteria Lane cuando se muda a la casa de Susan, y luego a la casa de Katherine, con la cual mantiene una relación.
También en 2010 consiguió el papel de Stephanie en la primera temporada de la serie Los increíbles Powell (No ordinary family) como la madre de la familia con superpoderes (supervelocidad) y científica para una gran corporación que investiga en secreto los orígenes de dichos superpoderes.
Entre 2013 y 2015 fue protagonista de la serie Defiance, emitida en el Canal Syfy, interpretando a Amanda Rosewater, la alcaldesa de la ciudad que lleva el nombre de la serie.
Desde 2015 a 2017 apareció en varios capítulos de la serie Hawaii Five-0 interpretando a Abby Dunn, miembro más reciente del equipo y novia de Chin Ho. También protagonizó el telefilme El encanto de la Navidad. Sigue en activo, interpretando pequeños papeles en cine y televisión.

## Vida personal
Benz se había casado con el actor John Kassir. La fecha del matrimonio fue el 30 de mayo de 1998 y ella presentó el divorcio en diciembre de 2007.
El 28 de junio de 2011 anunció el compromiso con su novio desde hacía 4 años, Rich Orosco, de 38 años. El 5 de mayo de 2012 se casaron.

## Premios
- Satellite Awards 2006: actriz de reparto en una serie (Dexter)

## Filmografía

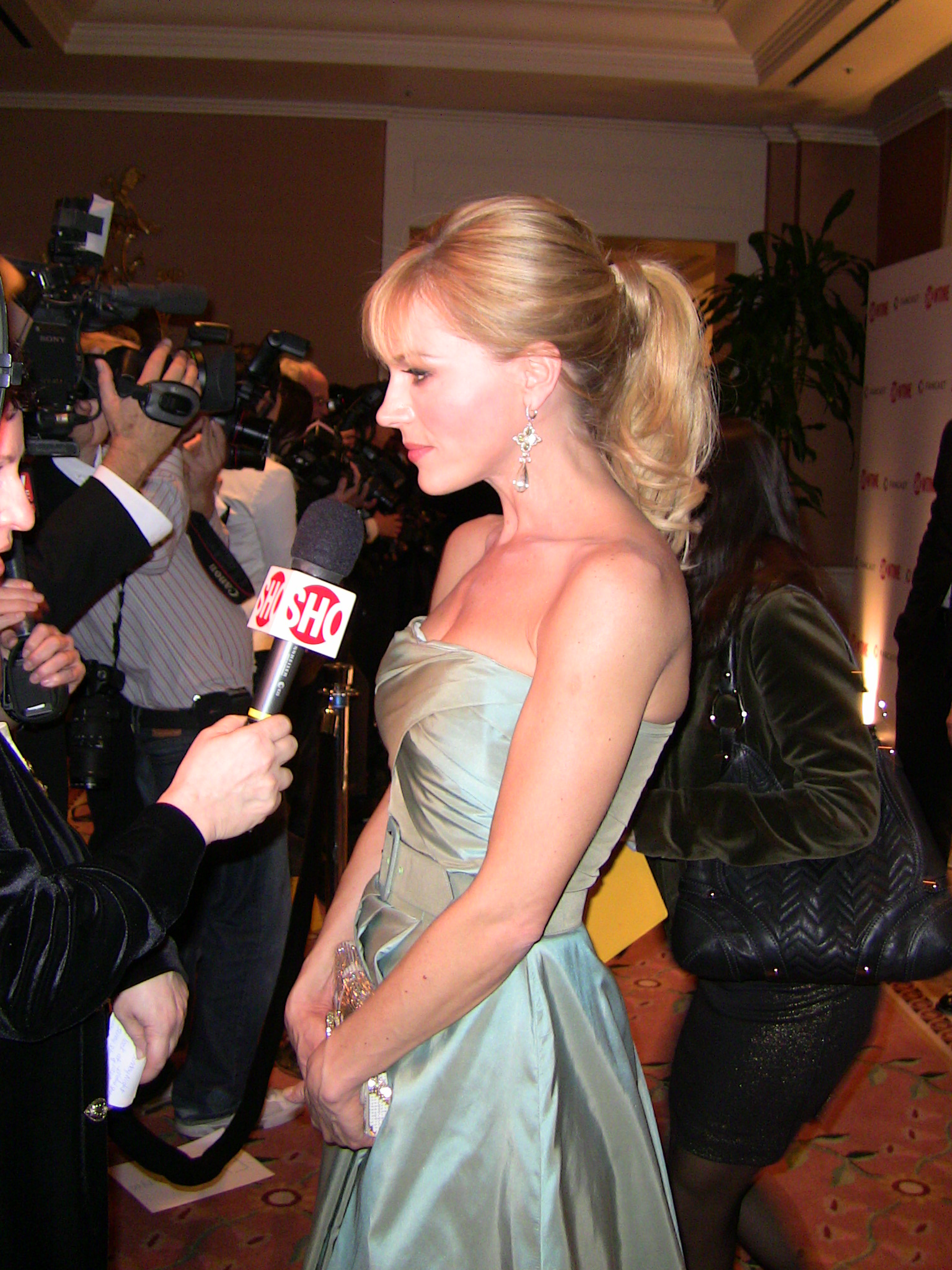
Benz en los Premios Globo de Oro de 2008.

Cine
| Año  | Título                                                   | Papel                          | Notas                     |
| ---- | -------------------------------------------------------- | ------------------------------ | ------------------------- |
| 1990 | Two Evil Eyes                                            | Betty                          | Segmento: "El gato negro" |
| 1996 | Black Sheep                                              | Bailarina                      | No acreditada             |
| 1996 | Darkdrive                                                | Julie Falcon                   |                           |
| 1997 | Eating Las Vegas                                         | Sheila                         | Cortometraje              |
| 1997 | Inventing the Abbotts                                    |                                |                           |
| 1997 | Mejor... imposible                                       | Recepcionista                  |                           |
| 1999 | Jawbreaker                                               | Marcie Fox                     |                           |
| 1999 | Dirt Merchant                                            | Angie                          |                           |
| 2000 | Shriek If You Know What I Did Last Friday the Thirteenth | Barbara                        | Vídeo                     |
| 2000 | Bad Girls from Valley High                               | Danielle                       |                           |
| 2001 | The Brothers                                             | Jesse Caldwell                 |                           |
| 2003 | The Midget Stays in the Picture                          | Actriz de grandes producciones | Cortometraje              |
| 2003 | George of the Jungle 2                                   | Ursula Stanhope                | Vídeo                     |
| 2004 | The Long Shot                                            | Annie Garrett                  |                           |
| 2005 | 8mm 2                                                    | Lynn                           | Vídeo                     |
| 2006 | Kill Your Darlings                                       | Katherine                      |                           |
| 2008 | John Rambo: Vuelta al infierno                           | Sarah Miller                   |                           |
| 2008 | Saw V                                                    | Brit Steddison                 |                           |
| 2008 | Punisher: War Zone                                       | Angela Donatelli               |                           |
| 2009 | Kidnapping Caitlynn                                      | Caitlynn                       | Cortometraje              |
| 2009 | The Boondock Saints II: All Saints Day                   | Eunice Bloom                   |                           |
| 2010 | Bedrooms                                                 | Anna                           |                           |
| 2011 | Ricochet                                                 | Elise Laird                    |                           |
| 2011 | Answers to Nothing                                       | Frankie                        |                           |
| 2014 | Supremacy                                                | Kristen                        |                           |
| 2015 | Circle                                                   | Esposa                         |                           |
| 2015 | Life on the Line                                         | Carline                        |                           |
| 2016 | Havenhurst                                               | Jackie                         |                           |
| 2019 | Foster Boy                                               | Pamela Dupree                  |                           |
| 2020 | Nocturne                                                 | Cassie Lowe                    |                           |

Televisión
| Año       | Título                               | Papel                     | Notas |
| --------- | ------------------------------------ | ------------------------- | --- |
| 1991–1992 | Hi Honey, I'm Home!                  | Babs Nielson              | 14 episodios |
| 1994      | Married... with Children             | Sascha                    | Episodio: "Field of Screams" |
| 1995      | The Barefoot Executive               | Mujer                     | Película de TV |
| 1995      | Crosstown Traffic                    | Papel desconocido         | Piloto no emitido |
| 1995      | Empire                               | Christine Lambert         | Piloto no emitido |
| 1995      | Hang Time                            | Linda Cantrell            | Episodio: "Earl Makes the Grade" |
| 1995      | High Tide                            | Joanna Craig              | Episodio: "Sea No Evil" |
| 1995      | Step by Step                         | Tawny                     | Episodio: "The Wall" |
| 1996      | Boy Meets World                      | Bianca                    | Episodio: "City Slackers" |
| 1996      | Hearts Adrift                        | Christy                   | Película |
| 1996      | Diagnóstico Asesinato                | Julie Miller              | Episodio: "Murder on Thin Ice" |
| 1996      | Sliders                              | Jenny Michener            | Episodio: "The Electric Twister Acid Test" |
| 1996      | The Single Guy                       | Chica de los arándanos    | Episodio: "Love Train" |
| 1997      | Veronica's Video                     | Heidi                     | Piloto no emitido |
| 1997      | A Walton Easter                      | Jeannie                   | No acreditada |
| 1997      | The Big Easy                         | Roxanne                   | Episodio: "BeGirled" |
| 1997      | Fame L.A.                            | Vanessa                   | Episodio: "The Beat Goes On" |
| 1997–2000 | Buffy la cazavampiros                | Darla                     | 5 episodios |
| 1998      | Ask Harriet                          | Joplin Russell            | 7 episodios |
| 1998      | Conrad Bloom                         | Julie                     | Episodio: "The Rebound Guy" |
| 1999      | Payne                                | Breeze O'Rourke           | 9 episodios |
| 1999      | El rey de Queens                     | Julie Patterson           | Episodio: "Train Wreck" |
| 1999–2000 | Roswell                              | Kathleen Topolsky         | 7 episodios |
| 2000      | Satan's School for Girls             | Alison Kingsley           | Película |
| 2000      | Good Guys/Bad Guys                   | Papel desconocido         | Piloto no emitido |
| 2000–2004 | Ángel                                | Darla                     | 20 episodios |
| 2002      | Glory Days                           | Ellie Sparks              | Piloto no emitido |
| 2002      | Taken                                | Kate Keyes                | 2 episodios |
| 2002      | She Spies                            | Elaine                    | Episodio: "Spies vs. Spy" |
| 2002      | Paz                                  | Miranda Blanchard         | Episodio: "The Witness" |
| 2002      | Coupling                             | Amanda                    | Episodio: "Decatur Guy" |
| 2004      | The Long Shot                        | Annie Garrett             | Película |
| 2004      | NCIS                                 | Denise Johnson            | Episodio: "A Weak Link" |
| 2004      | Oliver Beene                         | Chica de los cigarrillos  | Episodio: "Idol Chatter" |
| 2005      | Locusts: The 8th Plague              | Vicky                     | Película |
| 2005      | Lackawanna Blues                     | Laura                     | Película |
| 2006      | Supernatural                         | Layla Rourke              | Episodio: "Faith" |
| 2006      | CSI: Miami                           | Hayley Gordon             | Episodio: "Deviant" |
| 2006      | CSI: Crime Scene Investigation       | Heidi Wolff               | Episodio: "Time of Your Death" |
| 2006      | Círculo de amigos                    | Maggie                    | Película |
| 2006–2009 | Dexter                               | Rita Bennett              | 49 episodios Ganadora – Saturn Award for Best Supporting Actress on Television Satellite Award for Best Supporting Actress – Series, Miniseries or Television Film Nominada – Screen Actors Guild Award for Outstanding Performance by an Ensemble in a Drama Series |
| 2007      | Law & Order                          | Dawn Sterling             | Episodio: "Church" |
| 2009      | Held Hostage                         | Michelle Estey            | Película |
| 2009      | Uncorked                             | Johnny Prentiss           | Película |
| 2010      | Desperate Housewives                 | Robin Gallagher           | 5 episodios |
| 2010–2011 | No Ordinary Family                   | Stephanie Powell          | Protagonista (20 episodios) |
| 2011      | Royal Pains                          | Elyse                     | Episodio: "An Apple a Day" |
| 2011–2012 | A Gifted Man                         | Christina Holt            | Recurrente; 7 episodios |
| 2012      | Middle Ages                          | Unknown role              | Piloto no emitido |
| 2013      | Sole Custody                         | Joey                      | Película |
| 2013      | Taken: The Search for Sophie Parker  | Teniente Stephanie Parker | Película |
| 2013–2015 | Defiance                             | Mayor Amanda Rosewater    | Protagonista (39 episodios) |
| 2015      | El encanto de la Navidad             | Meredith Rossman          | Película |
| 2015–2017 | Hawaii Five-0                        | Inspectora Abby Dunn      | Recurrente; 12 episodios |
| 2017      | Training Day                         | Holly Butler              | |
| 2019      | Dark/Web                             | Rideshare                 | Episodio: "Rideshare" |
| 2019      | Light as a Feather                   | Skye Carras               | Episodio: "...Guilty as Sin" |
| 2019      | On Becoming a God in Central Florida | Carole Wilkes             | Recurrente |
| 2021      | Secrets of a Gold Digger Killer      | Celeste Beard             | Película de TV |